# Славомир (князь ободритов)
Славоми́р (лат. Sclaomir, пол. Sławomir; умер в 821, Саксония) — верховный князь Ободритского племенного союза (809—819); первый из правителей балтийских славян, принявший христианство.

## Биография

### Начало правления
Современные Славомиру исторические источники ничего не сообщают о его родственных связях с предшествовавшими ему правителями ободритов. Однако, согласно составленным в XVIII веке в Мекленбурге генеалогиям местных правителей, он был младшим сыном князя Вышана и братом Дражко и Годлава. По свидетельству франкских анналов, после гибели в 809 году Дражко Славомир захватил власть над ободритами, не дав вступить на престол Цедрагу, сыну и законному наследнику убитого князя. В 810 году в Ферден ко двору Карла Великого прибыла делегация ободритской знати, просившая императора утвердить избрание Славомира, что и было тем сделано.
В этом же году славяне-вильцы с помощью бывших данников ободритов глинян и смолинцев совершили набег на франкскую Саксонию и разрушили одну из крепостей. В ответ Карл Великий в 810 и 812 годах организовал два успешных похода против вильцев, закончившихся признанием теми своей зависимости от Франкской империи. Предполагается, что во втором из походов участвовали и ободриты.
Франкские анналы сообщают о том, что в 813 году в земли ободритов бежали свергнутый с престола Ютландии Харальд Клак и его братья Регинфрид и Хемминг, а в 815 году войско ободритов участвовало в походе на данов, направленном новым императором Людовиком I Благочестивым в помощь изгнанникам. Несмотря на то, что франкско-ободритскому войску удалось беспрепятственно пройти всю Ютландию, оно не смогло утвердить Харальда Клака на престоле данов и было вынуждено возвратиться, ограничившись только разорением близлежавших земель.

### Мятеж 817—819 годов
Известно, что в 815 году в Падерборн и в 816 году в Компьень ко двору Людовика I Благочестивого приезжали делегации ободритов. О целях этих визитов анналы ничего не сообщают, но со вторым из них историки связывают издание в 817 году императором указа, согласно которому князь Славомир должен был взять в соправители Цедрага, сына погибшего в 809 году Дражко. Предполагается, что в состав этой делегации входили противники Славомира, недовольные его правлением. Решение Людовика I Благочестивого о разделе княжеской власти у ободритов стало первым подобным вмешательством правителей франков в дела престолонаследия у славян.
В гневе от указа императора Славомир разорвал все отношения с Франкской империей и заключил союз с врагами франков, королями скандинавов Олафом и Хориком I. В 817 году правители ободритов и данов организовали совместный поход в саксонскую Нордальбингию, однако не смогли добиться значительного успеха, так и не сумев взять осаждённую ими крепость Эсесфельд. В ответ в 819 году Людовик I Благочестивый послал против ободритов войско из саксов и франконцев. В это же время против Славомира подняла мятеж та часть ободритской знати, которая была недовольна его правлением. В результате, князь был пленён мятежниками и выдан военачальникам франков, которые привезли его в Ахен. Здесь в присутствии Людовика I Благочестивого состоялся суд, на котором Славомир был обвинён своими врагами в измене императору и приговорён к пожизненному заключению. Новым князем ободритов по повелению правителя Франкской империи был поставлен Цедраг.

### Смерть
Однако уже в 821 году Цедраг, подобно своему предшественнику, вступил в конфликт с франками. Намереваясь возвратить себе власть над ободритами, Людовик I Благочестивый повелел освободить из заключения Славомира, снова провозгласил его князем и отправил в сопровождении доверенных лиц в его владения. Однако в Саксонии новоназначенный правитель ободритов неожиданно тяжело заболел и вскоре скончался. Франкские анналы сообщают, что перед своей смертью Славомир крестился, став первым достоверно известным правителем балтийских славян, принявшим христианство.